# Ternat (Bèlgica)
Ternat és un municipi belga de la província de Brabant Flamenc a la regió de Flandes. Està compost per les seccions de Ternat, Wambeek i Sint-Katherina-Lombeek.